# Pallacanestro agli Island Games 2015 - Torneo femminile
La pallacanestro fu uno dei 14 sport organizzati agli Island Games 2015.
La competizione ha visto la vittoria di Gotland, alla prima affermazione in questa competizione.

## Prima Fase

### Girone A
| Team         | Pts. | V - P | Pf - Ps   |
| ------------ | ---- | ----- | --------- |
| Gotland      | 6    | 3 - 0 | 271 - 177 |
| Minorca      | 4    | 2 - 1 | 240 - 159 |
| Isole Cayman | 2    | 1 - 2 | 147 - 197 |
| Isola di Man | 0    | 0 - 3 | 104 - 229 |

| Isola di Jersey 28 giugno 2015 | Minorca | 81 – 89 | Gotland |  |

| Isola di Jersey 28 giugno 2015 | Isola di Man | 38 – 47 | Isole Cayman |  |

| Isola di Jersey 29 giugno 2015 | Isole Cayman | 40 – 79 | Minorca |  |

| Isola di Jersey 29 giugno 2015 | Gotland | 102 – 36 | Isola di Man |  |

| Isola di Jersey 30 giugno 2015 | Gotland | 80 – 60 | Isole Cayman |  |

| Isola di Jersey 30 giugno 2015 | Minorca | 80 – 30 | Isola di Man |  |

### Girone B
| Team       | Pts. | V - P | Pf - Ps  |
| ---------- | ---- | ----- | -------- |
| Guernsey   | 4    | 2 - 0 | 124 - 52 |
| Gibilterra | 2    | 1 - 1 | 102 - 80 |
| Jersey     | 0    | 0 - 2 | 44 - 138 |

| Isola di Jersey 28 giugno 2015 | Guernsey | 73 – 15 | Jersey |  |

| Isola di Jersey 29 giugno 2015 | Jersey | 29 – 65 | Gibilterra |  |

| Isola di Jersey 30 giugno 2015 | Gibilterra | 37 – 51 | Guernsey |  |

## Seconda Fase

### Play Offs
| Isola di Jersey 1 luglio 2015 | Isola di Man | 64 – 27 | Jersey |  |

| Isola di Jersey 2 luglio 2015 | Jersey | 20 – 61 | Isole Cayman |  |

### Semifinali
| Isola di Jersey 2 luglio 2015 | Gotland | 70 – 45 | Gibilterra |  |

| Isola di Jersey 2 luglio 2015 | Guernsey | 49 – 85 | Minorca |  |

### Finali
3º-4º posto
| Isola di Jersey 3 luglio 2015 | Gibilterra | 52 – 48 | Guernsey |  |

1º-2º posto
| Isola di Jersey 3 luglio 2015 | Gotland | 69 – 60 | Minorca |  |

## Classifica
| Oro     | Gotland      |
| Argento | Minorca      |
| Bronzo  | Gibilterra   |
| 4.      | Guernsey     |
| 5.      | Isole Cayman |
| 6.      | Isola di Man |
| 7.      | Jersey       |

## Fonti
- IslandGames.net: 2015 basketball results (PDF) [collegamento interrotto], su islandgames.net.